# Dragon Ball Z: Ultimate Tenkaichi
Dragon Ball Z: Ultimate Tenkaichi, conocido en Japón como Dragon Ball: Ultimate Blast (ドラゴンボールアルティメットブラスト Doragon Bōru Arutimetto Burasuto?) es un videojuego de lucha basado en la serie de manga y anime Dragon Ball, desarrollado por Spike y distribuido por Namco Bandai para PlayStation 3 y Xbox 360. Fue lanzado durante 2011 en varios territorios, concretamente el 28 de octubre en Europa.
Cuando se encontraba en fase beta, se celebró en Madrid un evento conocido como Gaming Day con el objetivo de que los seguidores probaran y vieran el sistema de combate por primera vez en directo.

## Sistema de juego
Dragon Ball Z: Ultimate Tenkaichi consiste en una serie de batallas uno contra uno en las que se enfrentan distintos personajes del manga, según el modo escogido. Esta entrega conserva algunas características tradicionales de la serie de videojuegos, manteniendo los esquemas de control del personaje y mecánicas como los combos, el uso de la energía Ki o la aparición espontánea de quick time events, junto con la incorporación de novedades como un indicador de «espíritu», necesario para la ejecución de movimientos especiales, o campos de batalla totalmente destructibles. En Ultimate Tenkaichi se opta un estilo de gráficos más fiel al manga, prescindiendo por primera vez de la técnica de cel shading. Por último, existe una novedad conocida como "Super Poder" que nos otorga defensa, ataque y la posibilidad de encadenar combos sin pasar por el minijuego del quick time event.

### Modos de juego
La modalidad principal de Ultimate Tenkaichi es el «Modo Historia». En él el jugador se sumerge en el argumento de Dragon Ball Z, reviviendo los enfrentamientos presentes en el manga, hasta la llegada de un combate final que da acceso al siguiente capítulo, intercalando entretanto varias escenas procedentes del anime renderizadas con el motor gráfico del juego, aunque algunas de ellas fueron totalmente redibujadas. Con el objetivo de evitar la completa linealidad de la partida, se incluye un mapamundi explorable con localizaciones opcionales disponibles, de forma similar a lo visto en Dragon Ball Z: Budokai 3. Se incluyen en el modo un total de quince escenas animadas y todos los personajes jugables, además de batallas especiales contra enemigos gigantes. Los personajes personalizados creados en el modo Héroe se pueden utilizar en el modo Historia. La historia se inicia con una batalla entre Bardock, el padre de Goku, contra Freezer; y finaliza con la derrota de los dragones oscuros.
El videojuego incluye un modo denominado «Modo Héroe» que permite al jugador crear un personaje y desarrollarlo siguiendo una historia paralela ambientada en el universo Dragon Ball. Hay numerosas características para la creación y personalización de dicho personaje: se pueden personalizar su apariencia y atributos, modificando detalles como el modelo de cuerpo, pelo, ropa, estilo de lucha, voz del personaje y habilidades. Los personajes creados pueden vagar por el mundo, luchando contra distintos enemigos de la serie, existiendo la posibilidad de utilizar el personaje en línea. El videojuego incluye otros modos, tales como torneos por K. O. y duelos, además de características de juego en línea. El jugador lucha contra los siguientes enemigos:
1.Ginyu
2.Gran mono Son Gohan
3.Androides 17 y 18
4.Piccolo(handicap)
5.Gran mono Baby
6.Omega Shenron
7.Shenron rojo
En la batalla de Piccolo,el personaje del jugador consigue el Super Saiyan.

## Desarrollo
La revista Weekly Shōnen Jump anunció en su número de principios de mayo de 2011, un nuevo videojuego de la serie Dragon Ball, con el nombre en clave Dragon Ball Game Project Age 2011, para PlayStation 3 y Xbox 360. El anuncio mostraba múltiples capturas de Goku y Vegeta, en sus formas normales y Super Saiyan, marcando las claras características del sistema de juego. El primer tráiler del videojuego apareció el 10 de mayo de 2011, en una conferencia ofrecida por Namco Bandai durante la feria Level Up, en Dubái. La compañía anunció que el lanzamiento del videojuego en los países europeos se produciría durante el otoño de 2011. El video se centraba en una batalla entre Goku y Vegeta, mostrando la posible ambientación del título en Dragon Ball Z.
El 28 de junio de 2011, se difundió un nuevo tráiler, en el cual se mostraban algunos personajes de Dragon Ball Z y Dragon Ball GT. Se reveló, junto con su fecha de lanzamiento, el nombre final del videojuego, Dragon Ball Z: Ultimate Tenkaichi, el cual fue elegido en una encuesta realizada para los fanes, según Namco Bandai. En ese anuncio se prometía un sistema de batalla más accesible para jugadores inexpertos, entornos y personajes mejorados, un modo Historia ampliado y el desarrollo de una experiencia más dinámica mediante cambios como campos de batalla más destruibles y mejoras en los efectos especiales. Todo esto fue duramente criticado tanto por la prensa como por los consumidores, quienes comparaban a Ultimate Tenkaichi como un simulador de combate escasamente jugable al ser todo vídeos precalculados.